# Dziura z Gawrą
Dziura z Gawrą – jaskinia, a właściwie schronisko, w Dolinie Jaworzynka w Tatrach Zachodnich. Wejście do niej znajduje się w Jaworzyńskich Turniach na wysokości 1570 metrów n.p.m. Jaskinia jest pozioma, a jej długość wynosi 7 metrów.

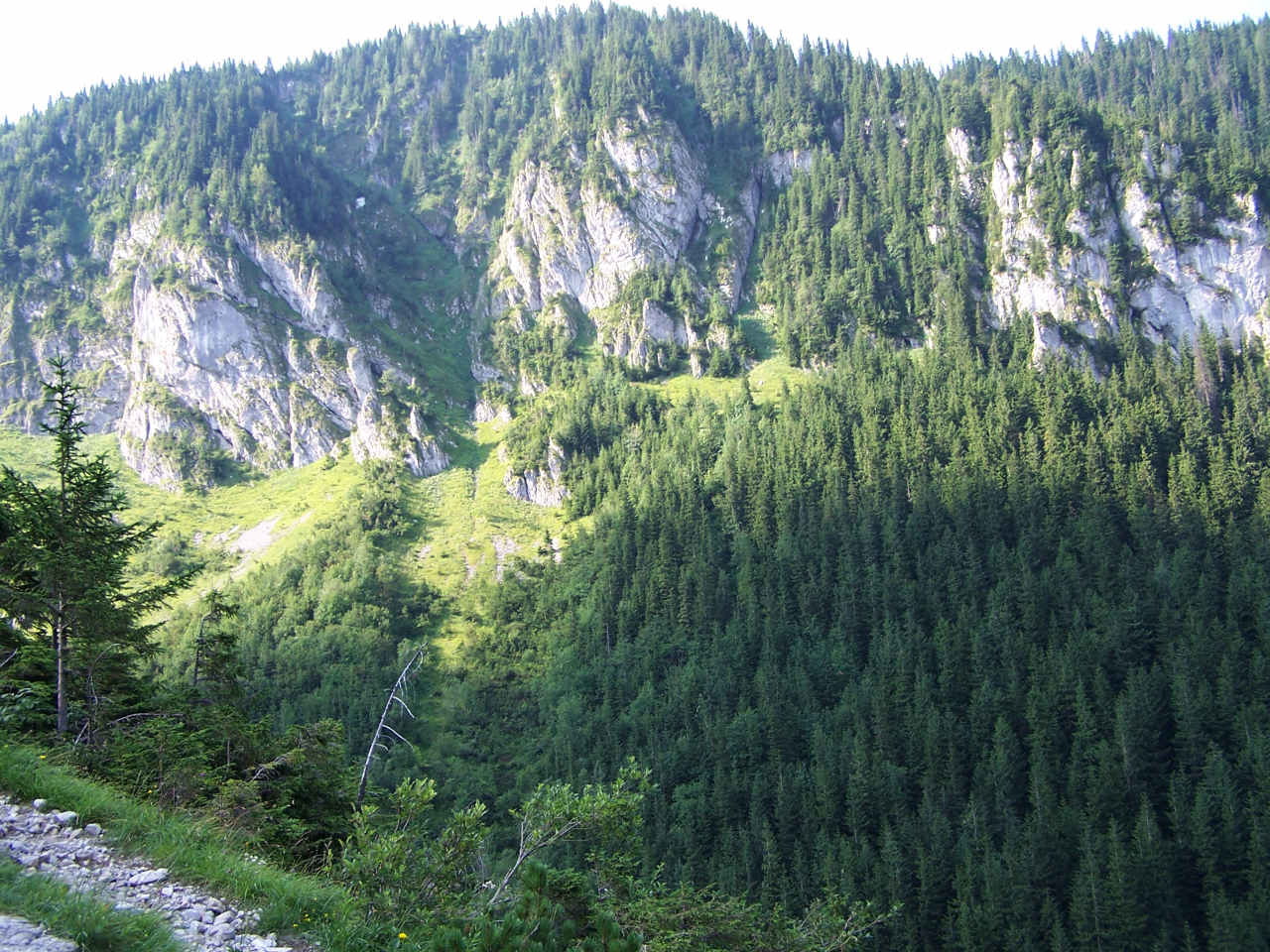
Jaworzyńskie Turnie

## Opis jaskini
Jaskinię stanowi obszerny, poziomy korytarz zaczynający się w dużym otworze wejściowym, który po 5 metrach, za niewielkim prożkiem, zwęża się i kończy ślepo.

## Przyroda
W jaskini brak jest nacieków. Większość korytarza zajmuje legowisko niedźwiedzia. Tak jak kilka innych, położonych w pobliżu, niewielkich jaskiń (Gawra pod Granią, Siwa Nyża, Gawra nad Jaworzynką) stanowi od wielu lat gawrę niedźwiedzi brunatnych. Dlatego też Tatrzański Park Narodowy nie podaje do publicznej wiadomości dokładnego położenia jaskini.

## Historia odkryć
Jaskinia została odkryta w 2001 roku podczas tropienia niedźwiedzia brunatnego. Jej plan i opis sporządził Tomasz Zwijacz-Kozica przy pomocy Jana Polaka w maju 2002 roku (po opuszczeniu gawry przez niedźwiedzia).